# Patrick Buzaud
Patrick Buzaud (13 november 1968) is een Belgisch voormalig handballer.

## Levensloop
Buzaud was als keeper actief bij United Tongeren, Initia Hasselt en Union Beynoise. Daarnaast maakte hij deel uit van de Belgische nationale ploeg. In 2005 werd hij verkozen tot handballer van het jaar.